# Presto (motorfiets)

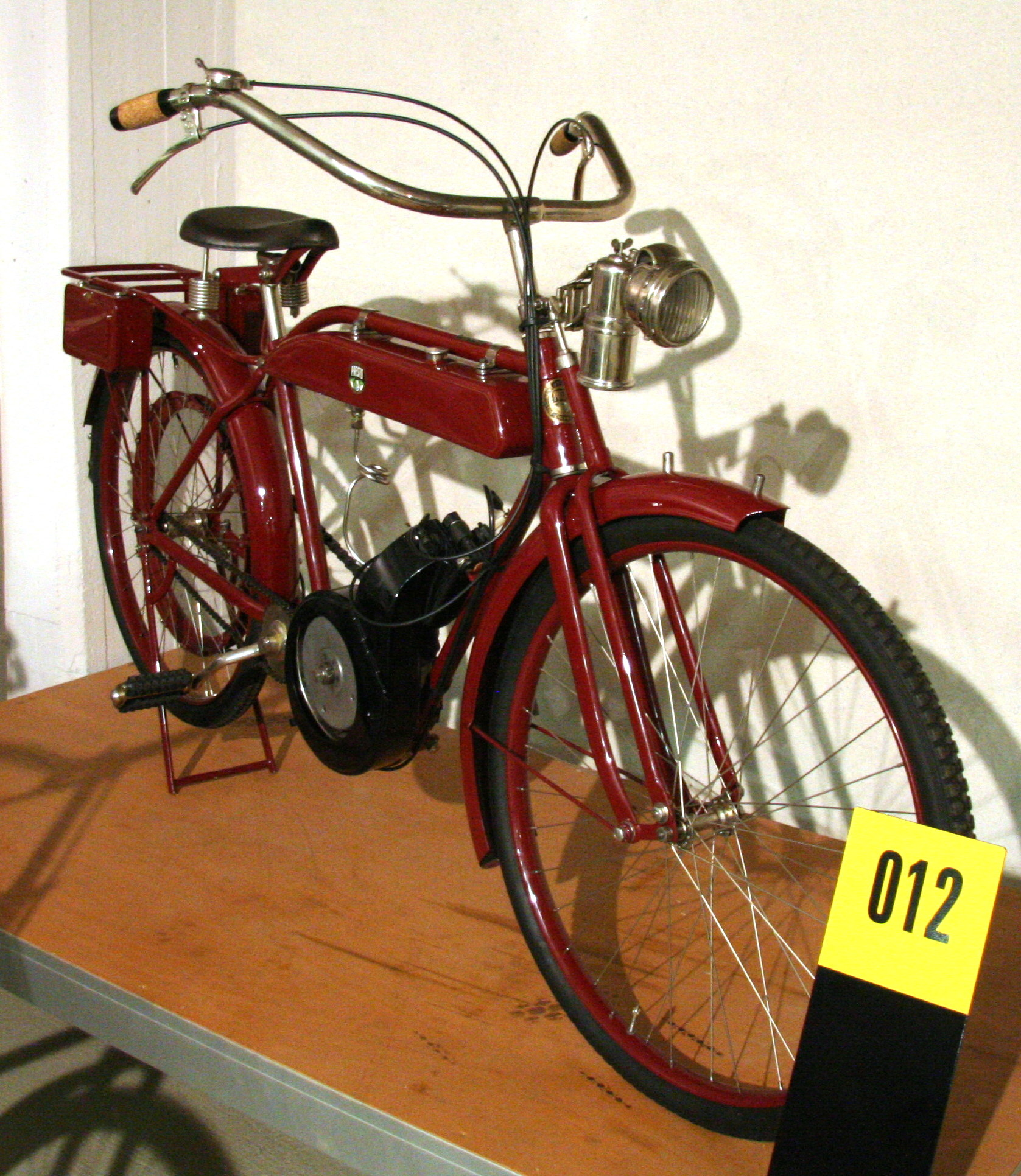
Presto 1,5 PK, 143 cm³, bouwjaar 1925

Presto was een Duits merk van auto's, vrachtauto's autobussen en motorfietsen.
Het bedrijf begon als Günther & Co. Maschinenfabrik, later NAG-Presto-Werke AG, te Chemnitz (1901-1940).
De eerste Presto-motorfietsen hadden Zedel-, Minerva- en Fafnir-motoren.

Toen na de Eerste Wereldoorlog de bouw in 1921 weer werd opgenomen, kwamen er 197 cc Alba-blokken in, hoewel Presto rond 1925 ook een gangmaakmotor met 1200 cc V-twin maakte. 
Ook deze motorbouw-periode duurde niet lang en toen er in 1932 opnieuw werd begonnen bouwde men 74- en 98 cc-modellen met Sachs-blokjes. In 1940 werd Presto slachtoffer van het zogenaamde Schell-Plan, dat gebaseerd was op het bestaan van slechts enkele modellen en merken in Duitsland en de bezette gebieden.